# Cramton Bowl
Le Cramton Bowl est un stade de 21 000 places assises situé à Montgomery dans l'État de l'Alabama aux États-Unis. Il est inauguré en 1922 et est initialement destiné à la pratique du baseball. En été, il accueille des stages d'équipes évoluant en Major League Baseball. Il accueille également des équipes de ligues inférieures. Actuellement, le stade est prioritairement utilisé pour la pratique du football américain.
Il est l'hôte du Camellia Bowl organisé pour la Division I (NCAA) Football Bowl Subdivision (FBS). Cinq équipes d'école supérieure (High School) de Montgomery y sont hébergées. 
Il a par le passé accueilli le Blue-Gray Football Classic, l'All-Star Game (joué habituellement le Jour de Noël), l'équipe universitaire des Hornets d'Alabama State. Il a aussi accueilli le premier match de football jamais joué dans le Sud sous éclairage artificiel,.

## Histoire

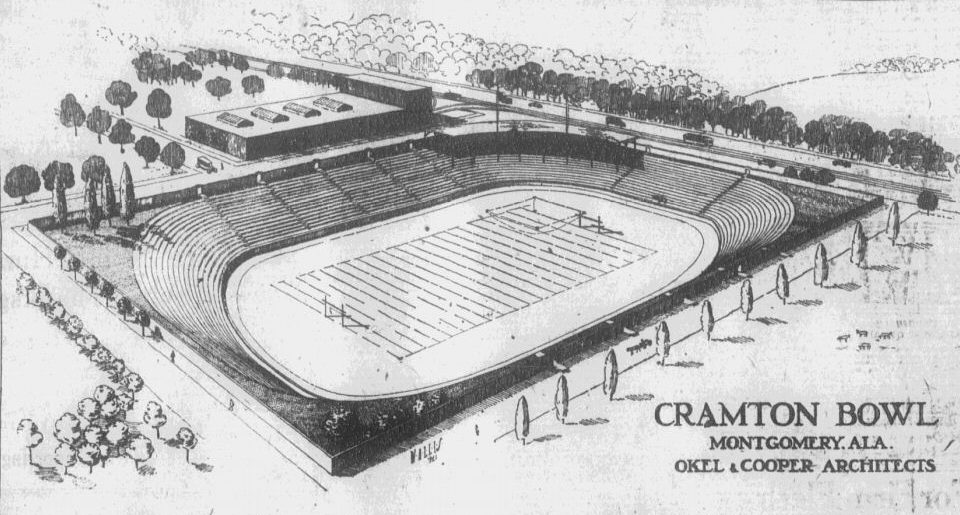
Un croquis d'architecte du Cramton Bowl en 1921

Le Cramton Bowl doit son nom à un homme d'affaires local, Fred J. Cramton, qui offrit le terrain sur lequel le stade fut érigé. 
Après s'être entretenu avec des amis par rapport à la nécessité d'avoir à Montgomery un stade de baseball, il accepte de céder à la ville un terrain qu'il utilisait comme décharge. La ville accepte le terrain mais finalement le restitue à Cramton, arguant qu'il s'agissait d'un trop grand projet pour la ville. 
Cramton prend alors les choses en main et avec l'appui de la jeune chambre de commerce, parvient à trouver 33 000 $ pour la construction du stade.

## Capacité
En 1929, le nombre de places assises est portée à 7 991. Ce nombre augmente en 1946 et est porté à 12 000 places. Avec la construction de tribunes côté est en 1962, la capacité passe à 24 000 places. 
Les rénovations effectuées au stade en juillet 2011 donneront sa configuration actuellement au stade avec 21 000 places.

## Baseball

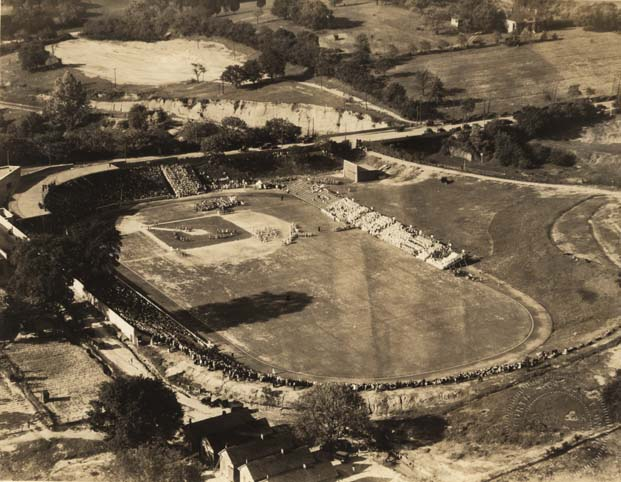
Match de baseball au Cramton Bowl dans les années 1920 ou 1930

Le premier match de baseball sera joué en 1922. Il oppose les universités d'Auburn et de Vanderbilt. Peu de temps après l'achèvement du stade en 1922, l'équipe de Ligue majeure de baseball des Philadelphia Athletics décide d'y effectuer ses camps d'été et ses matchs d'exhibition quittant leur ancien site d'Eagle Pass au Texas. Ils reviendront en 1923 et 1924 avant d'émigrer vers la Floride à Fort Myers.
Après le départ des Philadelphia Athletics, la Southeastern League de baseball (une ligue mineure récemment formée) installe une équipe à Montgomery. L'équipe dénommée les Lions de Montgomery (en) y jouera de 1927 à 1930. 
De 1931 à 1936, à la suite de problèmes internes à la Southeastern League, aucune équipe n'y joue. L'équipe y rejoue en 1937 et est renommée les Bombers de Montgomery (en) avant de devenir les Rebels de Montgomery (en) en 1939. L'équipe est dissoute en 1943 à cause de la seconde guerre mondiale. 
Le 11 juillet 1943, l'équipe des Lookouts de Chattanooga vient terminer sa saison au Cramton Bowl. Cette équipe retourne à Chattanooga à la suite de la baisse des assistances.
L'équipe des Rebels de Montgomery (en) est reformée et rejoue de 1946 à 1949 avant d'émigrer vers le tout nouveau stade de Paterson Field juste situé de l'autre côté de la rue,.

## Football américain
Le 23 septembre 1927, le premier match de football américain joué dans le sud, sous éclairage artificiel (under the lights) a lieu au Cramton Bowl. Le match opposait deux équipes de niveau secondaire (High School), soit les équipes de Cloverdale et de Pike Road. L'ancien super intendant D. H. "Sarge" Caraker s'en souvient affectueusement : Nous avions utilisé de la vaisselle pour réfléchir la lumière et avions fait venir des lampes de Californie. Il y avait 7 200 personnes venues de tout le Sud pour assister à ce match.
Plusieurs écoles secondaires de la région joueront tout au long de ces années au Cramton Bowl : les Volunteers de Jefferson Davis High School, les Poets de Sidney Lanier High School, les Generals de Robert E. Lee High School, les Thunderbirds de Park Crossing High School et les Wolverines de George Washington Carver High School. En juillet 2011, l'Alabama High School Athletic Association établit son siège au Cramton Bowl. 
Au niveau universitaire, l'équipe des Hornets d'Alabama State et les Eagles de l'Université Faulkner jouaient leurs matchs à domicile au Cramton Bowl. Il a hébergé aussi le Turkey Day Classic jusqu'en 2011. En 2009, il est le lieu du premier HBCU All-star Bowl. 
Le Crimson Tide de l'Alabama joue également ses matchs à domicile au Cramton Bowl lors des saisons 1922 à 1932, lors la saison 1934, lors des saisons 1944 à 1946 et également de 1951 à 1954. Les statistiques globales d'Alabama au Cramton Bowl seront de 17 victoires pour 3 défaites.
Le Cramton Bowl a probablement atteint sa plus grande renommée en accueillant chaque décembre de 1938 à 2001, le Blue-Gray Football Classic, un bowl universitaire d'après saison régulières opposant des sélections de joueurs évoluant en majeure partie dans le Sud et dans le Nord du pays.
C'est à partir de 2014 qu'il devient l'hôte du Camellia Bowl, bowl universitaire opposant des équipes issues de la Sun Belt Conference et de la Mid-American Conference(en).

## Rénovations de 2011
Au début du 21e siècle, le Cramton Bowl est largement considéré comme étant fonctionnellement obsolète pour les grands événements sportifs.
La capacité relativement petite du stade n'était pas une préoccupation au contraire de son état. Le stade n'avait pas été bien entretenu pendant la majeure partie de son histoire, et à l'aube du nouveau millénaire, il était pratiquement en ruine. C'est une des raisons qui ont induit la non organisation du Blue-Gray Game de 2002 et sa relocalisation en 2003 vers l'université de Troy au Movie Gallery Stadium (en) situé à environ 50 miles de Montgomery.
Vers le milieu de l'année 2010, la ville de Montgomery vote un budget de 10 M.$ pour la rénovation du stade et de son pourtour. La vieille structure est rénovée et modernisée avec 4 entrées, une salle de presse à la pointe de la technologie, une place esthétiquement améliorée et un Hall of Fame retraçant l'histoire sportive de Montgomery. Mais le plus impressionnant est la construction d'un complexe sportif polyvalent de 8 400 m2. La première phase des travaux débute par la démolition de la zone nord et de la salle de presse fin novembre 2010. La seconde phase débute en janvier 2011 avec la destruction d'un mur de brique de la zone sud et du tableau d'affichage pour faire place à la nouvelle installation polyvalente. Les travaux du stade se termineront en 2011 mais ceux du complexe un peu plus tard en 2012,.